# Gonomyia queenslandica
Gonomyia queenslandica là một loài ruồi trong họ Limoniidae. Chúng phân bố ở miền Australasia.